# اوباداواتا
اوباداواتا (به لاتین: Obadawatta) یک منطقهٔ مسکونی در سری‌لانکا است که در استان جنوبی (سری‌لانکا) واقع شده‌است.